# Örkény
Örkény è una città di 4.978 abitanti situata nella contea di Pest, nell'Ungheria settentrionale.